# Syneta extorris
Syneta extorris är en skalbaggsart som beskrevs av Brown 1940. Syneta extorris ingår i släktet Syneta och familjen bladbaggar.

## Underarter
Arten delas in i följande underarter:
- S. e. extorris
- S. e. borealis